# Hainaut
 Denne artikel omhandler den moderne belgiske provins. For det tysk-romerske grevskab, se Grevskabet Hainaut.
Hainaut (nederlandsk: Henegouwen, tysk: Hennegau) er en provins i Vallonien og Belgien. Den grænser op til de belgiske provinser Vestflandern, Østflandern, Vlaams-Brabant, Namur og til Departement Nord i Frankrig.
Arealet er på 3800 km², og provinsen er delt ind i syv administrative distrikter (arrondissementer) med 69 kommuner.
Mons er provinsens hovedstad.

## Historisk gau
Områdets tyske navn Provinz Hennegau henviser til at egnen var et administrativt gau (provins eller landskab) i Frankerriget.